# Brüder Kühn – Zwei Musiker spielen sich frei
Brüder Kühn – Zwei Musiker spielen sich frei ist ein Dokumentarfilm von Stephan Lamby, der das Leben der Brüder Rolf  und Joachim Kühn in verschiedenen Episoden nachzeichnet und ihnen zu Orten folgt, an denen ihre Erinnerungen lebendig werden. Die Voraufführung des Films fand im Berliner Kino Babylon am 3. September 2019 in Anwesenheit der Brüder Kühn, des Bundespräsidenten Frank-Walter Steinmeier und seiner Frau statt. Erstmals ausgestrahlt wurde der Film am 21. September 2019 im Fernsehprogramm 3sat.

## Hintergrund
Der Dokumentarfilmer und Jazz-Kenner Stephan Lamby erzählt in seinem Film die Lebensgeschichte der beiden Brüder Rolf Kühn und Joachim Kühn und beobachtet sie auf ihren Tourneen. Der Film ist im Wesentlichen ein erweitertes Doppelinterview mit dem Klarinettisten Rolf Kühn (Jahrgang 1929), und seinem 1944 geborenen Bruder, dem Pianisten Joachim (der auch einmal im Film sein Zweitinstrument Altsaxophon spielt). Beide sind in Leipzig aufgewachsen; ihr Vater und sein Bruder waren Zirkuskünstler, die tatsächlich unter dem Künstlernamen „Brüder Kühn“ auftraten.

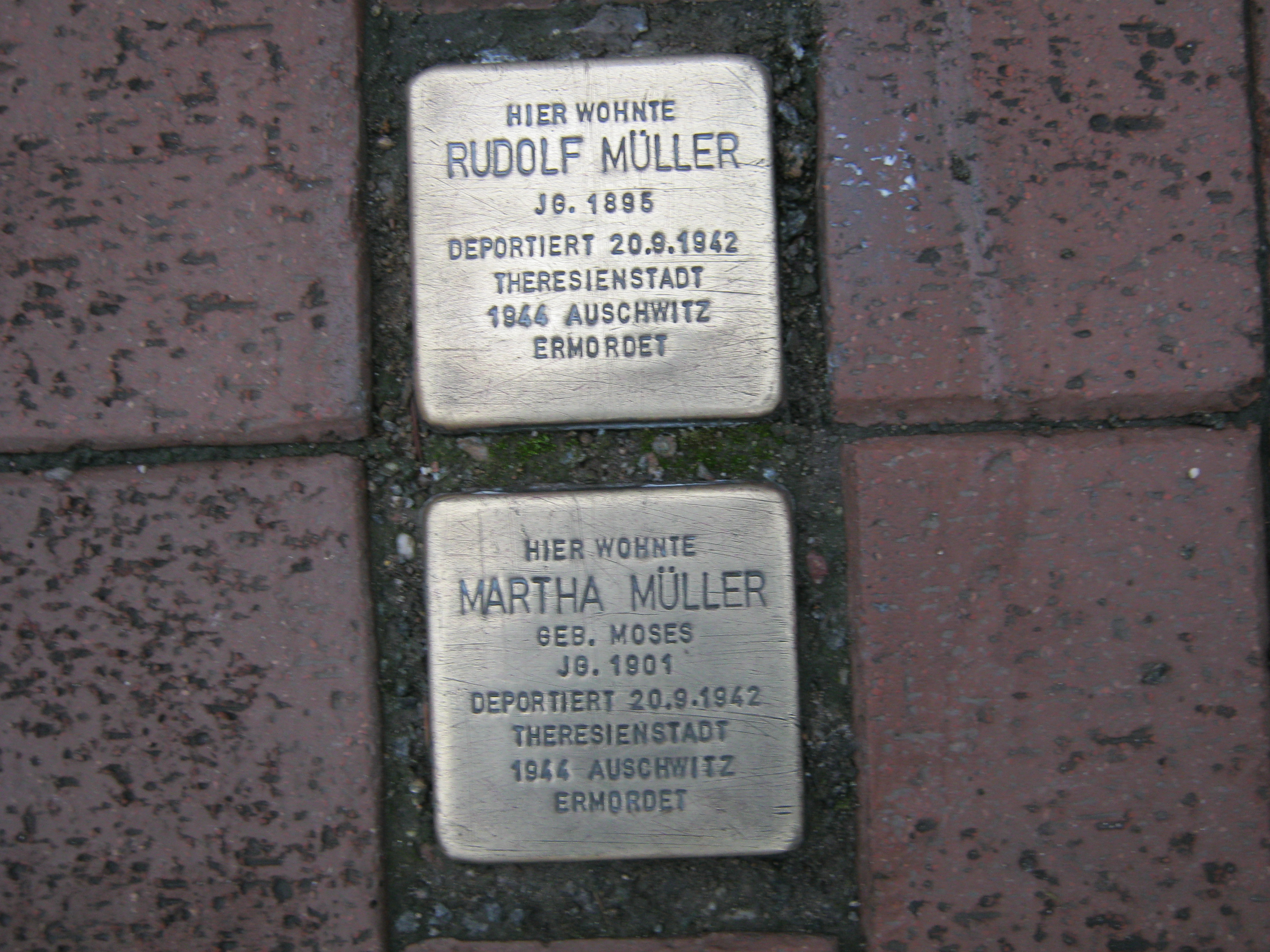
Stolpersteine für Martha und Rudolf Müller in Leipzig

Ihre Mutter war Jüdin, betrieb einen Tabakladen und blieb in Leipzig; sie überlebte auf wundersame Weise die Kriegszeit in der Stadt, nicht aber ihre Schwester. Es gibt einen ergreifenden Moment, in dem Rolf Kühn in Leipzig über einem Stolperstein steht und sich an seine Tante Martha erinnert, die mit dem letzten Transport von Theresienstadt nach Auschwitz geschafft wurde, wo sie und ihr Mann vergast wurden.
Rolf Kühn berichtet in dem Film von seinen Anfängen als Musiker, als er bei Beerdigungen das Harmonium spielte. Wenn er mithalf, den Sarg zu tragen, gab es fünfzig Pfennig mehr. Er erzählt von seiner Begeisterung für Benny Goodman als Teenager, dem er später in New York auch persönlich begegnete. Dort wohnte er ein paar Stockwerke über Billie Holiday und spielte in den Bands von Goodman und Tommy Dorsey. Später kehrte er nach Deutschland zurück und leitete, komponierte und arrangierte für das NDR-Fernsehorchester in Hamburg. Der Film zeigt, wie er auch in seinem fortgeschrittenen Alter Begeisterung für neue Projekte zeigt; in seiner Band spielt er mit dem jungen Schlagzeuger Christian Lillinger. „Die gegenseitige Bewunderung und der Respekt zwischen dem älteren und dem jüngeren Musiker sind greifbar und inspirierend.“
Berichtet wird auch, wie es Rolf Kühn schaffte, seinen Bruder Joachim 1966 aus der DDR herauszuholen, indem er Friedrich Gulda überredete, seinen Bruder als offiziellen Vertreter der DDR zu einem Jazzwettbewerb nach Wien einzuladen. Dem Pianisten gelang es, den beiden Stasi-Offizieren, die ihn abholen wollten, zu entkommen. Er lebte zuerst in Paris und heute auf Ibiza. Der Film befasst sich mit so unterschiedlichen Themen wie Stasi-Akten, Drogenkonsum, früheren Ehen, Prostatakrebs, Sterblichkeit und Joachim Kühns Leben in Kalifornien in den späten 1970er Jahren.
Lamby hat die Brüder auf ihren jüngsten Tourneen begleitet, reiste mit Rolf Kühn nach New York und zu Joachim Kühn nach Ibiza. Immer wieder zeigt der Film Ausschnitte eines Auftritts im Stage-Club in Hamburg, wo die Brüder Anfang 2019 mit ihrem Ensemble spielten.

## Rezensionen

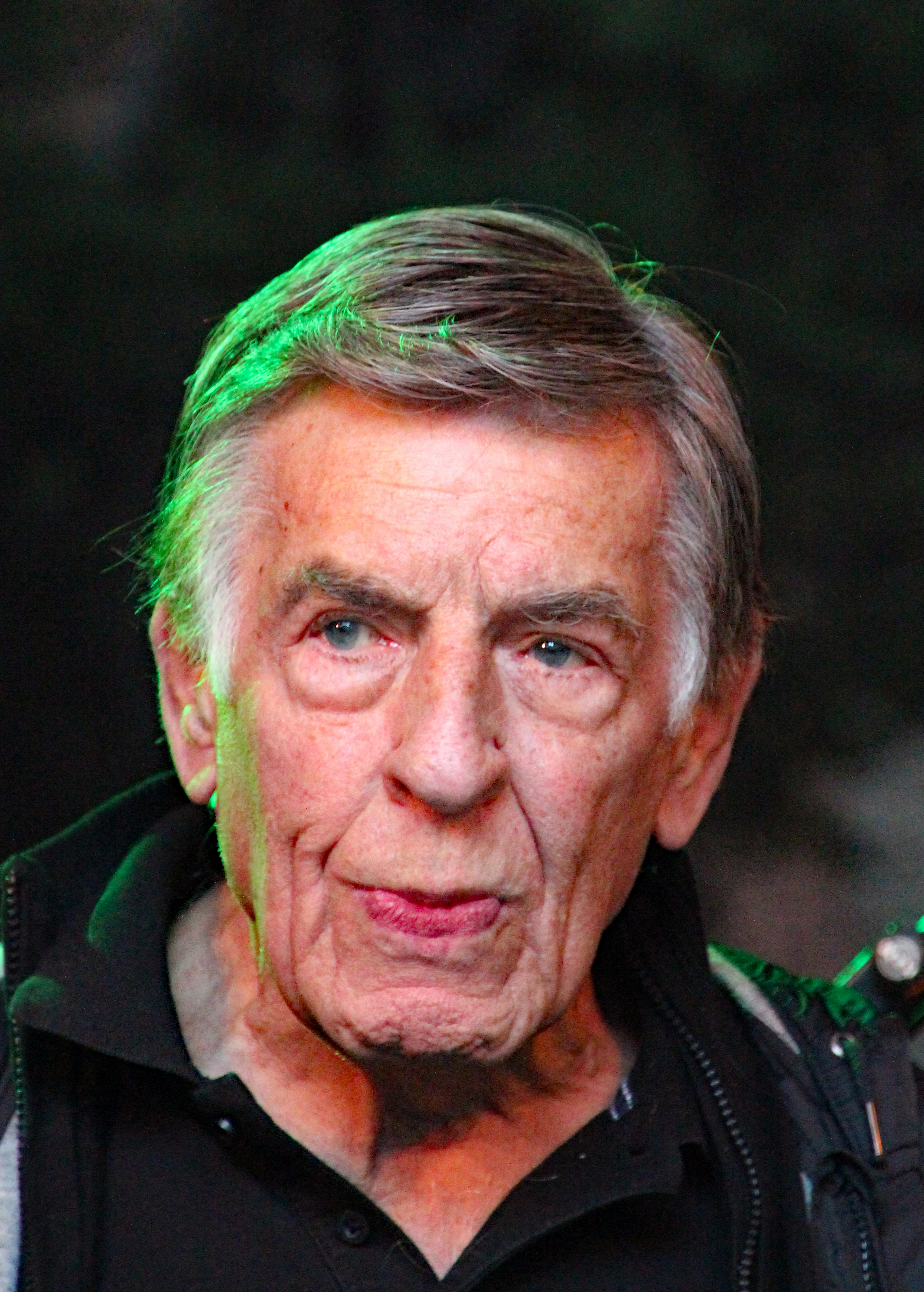
Rolf Kühn bei den Jazztagen Idar-Oberstein 2017.

Der Autoren von Jazz thing meinten: „Lambys Film versteht sich auch als eine Zeitreise durch die deutsch-deutsche Geschichte, erzählt wird die liebevolle Beziehung zweier Brüder und deren menschliche und musikalische Freiheit.“ Sebastian Scotney (London Jazz News) schrieb: „Ein Aspekt des Films, der ihm seinen Reiz verleiht – und dem Film hoffentlich ein Leben im Ausland verleihen wird –, sind die völlig unterschiedlichen Charaktere der beiden Brüder. Rolf ist der Verantwortliche, Joachim der freie Geist.“ Der Autor verdeutlicht dies mit der Szene, als Regisseur Stephan Lamby sie sie abwechselnd bittet, zu erklären, was das Wort Freiheit für sie bedeutet. Rolf antwortet […] dass Freiheit für ihn bedeutet, über die finanziellen Mittel zu verfügen, um das zu tun, was er wolle, da er sich nur allzu deutlich an die Zeiten erinnert, als er dies nicht tun konnte. Für den jüngeren Bruder Joachim mit seinem starken Leipziger Akzent bedeutet Freiheit ein Leben ohne einschränkende Anhänge wie „Katzen, Köter, Kinder, Kirche“. Joachim Kühn spricht häufig über den Wunsch, sich auf das Wesentliche zu konzentrieren und sich das Unnötige vom Leib zu halten; seine Haltung erinnert den Autor stark an die Themen von Saul Bellows späteren Werke wie The Actual (1997) und More Die of Heartbreak (1987).
Was dabei herauskommt, sei ein ausgeglichenes und vollständiges Bild der beiden Musiker und auch der Wärme ihrer Gefühle für einander, resümiert Scotney. So voll gelebte Leben seien seiner Ansicht „auch dazu da, uns Lektionen darüber beizubringen, wie Künstler auf die Welt reagieren und sie interpretieren, auf verschiedene Arten zu sein. Dieser Film ist eine erweiterte Nahaufnahme, er zeigt uns, was Rolf und Joachim Kühn zum Ticken bringt und macht es sehr gut.“
Hannes Hütt (Frankfurter Allgemeine Zeitung) meinte, „Stephan Lambys Film ist ein Dokument der eigenen Faszinationsgeschichte. Einst habe der Autor und Dokumentarfilmer selbst Jazz gespielt, in New York und in Brasilien. Mit dem Porträt über die Brüder Kühn habe er sein filmisches Repertoire um eine Facette erweitert, die auch den politischen Dokumentationen nützlich sein wird und das absolute Gehör des Musikers anders öffnet für politische Leitmotive.“

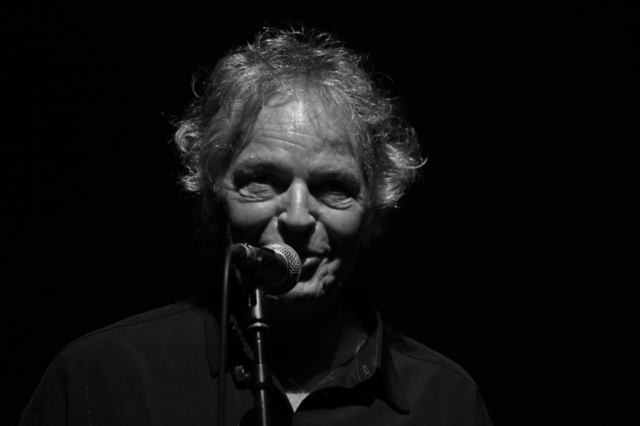
Joachim Kühn (2014).

Umwerfend sind nach Ansicht des Autors bereits die ersten Bilder des Films; „der fast neunzigjährige Rolf Kühn spielt in sich versunken Klarinette. Die Kamera zeigt ihn von hinten in einem Sessel, dann lautmalt Joachim die Noten des nächsten Auftritts vom Blatt di-de-di-de-lu. Schnitt, sie betreten zusammen die Bühne, Joachim tobt wie ein Berserker auf dem Flügel, von der Seite kommt Rolf ins Bild. Die nächste Szene zeigt Rolf irgendwo draußen, vielleicht in New York, es ist so kurz, das strahlend melancholische Gesicht Rolfs aber bleibt im Gedächtnis des Zuschauers wie eine visuelle Fermate hängen.“ Für Hütt sind diese Bilder aus der Geschichte des 20. Jahrhunderts grundiert, „das Gesicht eines überlebenden Zeugen, der mit Pneuma und Spielfreude die Welt berührt und für sich gewonnen hat.“